# Rắn hổ mang đỏ phun nọc
Rắn hổ mang đỏ phun nọc (Naja pallida) là một loài rắn trong họ Rắn hổ. Loài này được Boulenger mô tả khoa học đầu tiên năm 1896. Đây là loài bản địa châu Phi. Loài rắn hổ mang vừa này đạt độ dài giữa 0,7 và 1,2 mét (2,3 và 3,9 ft), nhưng có thể phát triển đến chiều dài tối đa khoảng 1,5 m (4,9 ft) trong trường hợp rất hiếm hoi.